# Japie van Wyk
Jacob Albertus Van Wyk (né le 9 juin 1935 à Grootdrink et mort le 24 juillet 2021 à Upington) est un homme politique d'Afrique du Sud, membre du parlement pour la circonscription de Gordonia de 1981 à 1994, membre du parti national et ministre de l'environnement, des eaux et forêts de 1993 à 1994 dans les gouvernements de Frederik de Klerk.

## Biographie
Il entre au gouvernement PW Botha en 1986 en tant que vice-ministre de l'eau et des affaires foncières et est également vice-ministre des affaires foncières et des finances.
Lors des négociations constitutionnelles de 1992-1993, il est, au côté de Rina Venter, Hernus Kriel, André Fourie, Danie Schutte, Tertius Delport et Magnus Malan, l'un des ministres qui campe sur une ligne dure face aux demandes du congrès national africain. Estimant in fine que le parti national et le gouvernement ont trop cédé aux exigences de l'ANC, il envisage, en novembre 1993, avec Hernus Kriel, André Fourie et Tertius Delport plusieurs possibilités alternatives telles que démissionner avec fracas du gouvernement ou encore faire savoir publiquement leur désaccord vis-à-vis de l'accord négocié. Finalement, ils réalisent que toute tentative pour contrer l'accord est vaine et qu'il n'y pas de solutions alternatives crédibles pour garantir la survie politique du pouvoir afrikaner.
Il meurt des suites du covid 19 le 24 juillet 2021 à l'âge de 86 ans.

## Vie privée
Fils de Frans Petrus et Hester Maria van Wyk, Japie van Wyk s'est marié le 10 mai 1958 à Petra Henning et a 3 enfants.